# لاله ارال‌اغلو
لاله اورال اوقلو (انگلیسی: Lale Oraloğlu; ۱۵ اوت ۱۹۲۴ – ۱۵ ژانویهٔ ۲۰۰۷) فیلم‌نامه‌نویس، و هنرپیشه اهل ترکیه بود. او بین سال ۱۹۵۲ تا ۲۰۰۶ در ۲۸ فیلم حضور داشته است.